# Pěnkavice
Pěnkavice (Leucosticte) je rod ptáků z čeledi pěnkavovitých podčeledi Carduelinae. Rod Leucosticte ustanovil v roce 1832 William John Swainson s typovým druhem Leucosticte tephrocotis.
Rod obsahuje 6 druhů. Český název pěnkavice tibetská zůstal hýlu Carpodacus sillemi (Roselaar, 1992) (syn. Leucosticte sillemi) i po přeřazení do rodu Carpodacus.
Velmi blízce příbuzný je hýl tmavý (Procarduelis nipalensis) z monotypického rodu Procarduelis.
| Český název                                      | Latinský název                           | Obrázek | Domovina                                                                   |
| ------------------------------------------------ | ---------------------------------------- | ------- | -------------------------------------------------------------------------- |
| pěnkavice alpínská                               | Leucosticte nemoricola (Hodgson, 1836)   |         | Střední Asie, Indie, Čína, jihovýchodní Asie                               |
| pěnkavice coloradská                             | Leucosticte australis Ridgway, 1874      |         |                                                                            |
| pěnkavice severní syn. (pěnkavice východní)      | Leucosticte arctoa (Pallas, 1811)        |         | Mongolsko a severní Asie; zimuje v Mandžusku, Koreji, Sachalinu a Japonsku |
| pěnkavice šedohlavá syn. (pěnkavice šedotemenná) | Leucosticte tephrocotis (Swainson, 1832) |         |                                                                            |
| pěnkavice tmavá                                  | Leucosticte atrata Ridgway, 1874         |         |                                                                            |
| pěnkavice velehorská syn. (pěnkavice horská)     | Leucosticte brandti Bonaparte, 1850      |         | Střední Asie, Indie, Čína, jihovýchodní Asie                               |